# Drillia pharcida
Drillia pharcida är en snäckart som först beskrevs av Dall 1889.  Drillia pharcida ingår i släktet Drillia och familjen Drilliidae. Inga underarter finns listade i Catalogue of Life.